# Grüne Straße-Route Verte
De Grüne Straße-Route Verte is een toeristische autoroute in Frankrijk en Duitsland. De bewegwijzerde route van Contrexéville tot Donaueschingen uit 1961 loopt onder andere door Grand Est en Baden-Württemberg; ze ontstond in het kader van de Frans-Duitse vriendschap onder impuls van burgemeester van Colmar Joseph Rey. De route loopt door de Vogezen, steekt in Neuf-Brisach de Rijn over en loopt zo verder in het Zwarte Woud.